# 24434 Josephhoscheidt
24434 Josephhoscheidt este un asteroid din centura principală de asteroizi.

## Descriere
24434 Josephhoscheidt este un asteroid din centura principală de asteroizi. A fost descoperit pe 7 februarie 2000 în cadrul proiectului CSS. Asteroidul prezintă o orbită caracterizată de o semiaxă mare de 2,63 ua, o excentricitate de 0,24 și o înclinație de 5,1° în raport cu ecliptica.